# Alex Klaasen
Alexander Wilhelmus Johannes (Alex) Klaasen (Oirschot, 22 mei 1976) is een Nederlandse cabaretier, zanger en acteur.

## Loopbaan
Alex Klaasen groeide op in het Brabantse Oirschot. Hij studeerde aan de Academie voor Kleinkunst in Amsterdam. Hier ontving hij in 1998 de Pisuisse-prijs, een prijs voor de meest veelbelovende eindexamenleerling. Samen met Martine Sandifort vormde hij het duo Alex en Martine. Samen wonnen ze in 2000 de juryprijs bij het Camerettenfestival en in 2001 de Pall Mall Exportprijs. Zes keer won Klaasen een Musical Award.
Na het opstappen van Paul Groot en Owen Schumacher bij het VARA-programma Kopspijkers werden zowel Klaasen als Sandifort aan het bestaande cabaretteam toegevoegd. Na de overstap van presentator Jack Spijkerman naar Talpa ging ook Klaasen mee om in het programma Koppensnellers imitaties te doen.
In 2004 speelde hij de rol van Reebout van Vooren in de VPRO televisieserie De Troubabroers. Arjan Ederveen vertolkte in deze serie de rol van Rombout van Achteren.
In de zomer van 2007 deed Klaasen mee met het AVRO-televisieprogramma Wie is de Mol? Hij viel af in aflevering 5.
Klaasen speelde een bijrol in seizoen 4, 5 en 6 van de succesvolle televisieserie Gooische Vrouwen als Yari, de nuffige stylist van Cheryl Morero (Linda de Mol).
Klaasen ontving in 2009 de Neerlands Hoop voor zijn solo-debuut Eindelijk Alleen. Hij won in 2011 een Musical Award voor zijn rol in Toon, een musical over Toon Hermans. In 2016 won hij de Johan Kaartprijs. In 2017 won hij de prijs voor beste mannelijke hoofdrol in een grote musical. Hij speelde de hoofdrol in De Gelaarsde Poes. In 2020 werd de Annie M.G. Schmidt-prijs 2019 aan hem toegekend voor het lied Gewoon Opnieuw, afkomstig uit de voorstelling Showponies 2 (geschreven door Jurrian van Dongen, muziek Peter van de Witte). Showponies 2 werd ook bekroond met de cabaretprijs Poelifinario 2020/2021.
Sinds 2022 is Klaasen te zien in de reclamespotjes van de Lidl. Hij speelt het typetje Freek, een man uit Drenthe. De reclame werd genomineerd voor de Loden Leeuw, maar won hem
niet.
In 2023 won hij opnieuw de Annie M.G. Schmidtprijs, nu met het lied 152W96TH street dat hij eveneens schreef met Peter van de Witte (muziek).
Klaasen heeft in 2024/2025 als baviaan meegedaan aan The Masked Singer. Hij werd derde.

## Theater
- 1997: Heerlijk duurt het langst[2] (musical, als Ali de Turk)
- 1998: Brigitte: De Musical / Miss Kaandorp (bijrol)
- 2002: Volgend jaar lach je d'r om (met Martine Sandifort)
- 2003: Doorgefokt
- 2004: Hoe Mozart Casanova sloeg
- 2004-2005: De gelukkige mandarijn
- 2005: Volgend jaar lach je d'r om (reprise)
- 2005: Het betere werk
- 2005-2006: Jan, Jans en de Kinderen, waarvoor hij in 2006 de John Kraaijkamp Musical Award voor beste bijrol ontving (naast de rol van Jeroen speelt hij in deze komische musical nog een aantal rollen)
- 2007: The Wiz (alternate laffe leeuw)
- 2008: Verplichte Figuren
- 2008: Lang en Gelukkig
- 2008: The Wild Party
- 2009: Eindelijk Alleen (solocabaretdebuut)
- 2010: Toon (workshopvoorstelling met Wieneke Remmers in M-Lab)
- 2010: Sunday in the park with George (in M-Lab)
- 2010: Toon (nationale tour, V&V entertainment)
- 2012: Woef Side Story
- 2013: Spuitsneeuw (met Tina de Bruin en Rop Verheijen)
- 2013-2014: Lang en Gelukkig
- 2015: Neuken is voor meisjes (Parade-voorstelling met Henry van Loon)[3]
- 2015-2016: De Gelaarsde Poes (Musical Award in de categorie beste mannelijke hoofdrol)
- 2017: H.E.A.R. Uitgerukt (Parade-voorstelling met Henry van Loon)
- 2017: De Modern Art Revue (met Steef de Jong)
- 2018: H.E.A.R. Babi Gangbang (Parade-voorstelling met Henry van Loon)
- 2017-2018: Showponies
- 2019-2020: Showponies 2
- 2021-2023: Snowponies, een 'Merrie Christmas'
- 2023-2024: No Ponies
- 2024 Jesus Christ Superstar - King Herod  (Gedeelde rol met Paul Groot en Paul de Leeuw)
- 2025-2026 Stoornis Of My Life

## Filmografie

### Film
- 2003: Phileine zegt sorry (als lelijke jongen)
- 2007: Alles is liefde (als Sjoerd)
- 2007: Kapitein Rob en het geheim van professor Lupardi (als Yoto)
- 2010: Lang en gelukkig (als Hilton)
- 2011: Gooische vrouwen (als Yari)
- 2013: Matterhorn (als Johan, zoon van Fred)
- 2013: Chez Nous (als Bertie)
- 2013: Soof (als Harm Jan)
- 2014: Gooische Vrouwen 2 (als Yari)
- 2015: Sneeuwwitje en de zeven kleine mensen (als klein mensje)
- 2017: Het Verlangen (als Boudewijn Goudemondt)
- 2024: Vos en Haas redden het bos (Bever en Rat (stem))

### Televisie
- De muze van Harry M.
- De troubabroers
- Sam Sam (aflevering: De beste mag winnen)
- Kopspijkers (zie de lijst van imitaties in Kopspijkers)
- Koppensnellers (zie de lijst van imitaties in Koppensnellers)
- Wie is de Mol?
- De Grote Hummimummi Karaoke Show! - stem
- Het Sinterklaasjournaal - als Berend Waaihout (2001), als Kolderpiet (2003), als Lollypiet (2008)
- Gooische Vrouwen - als Yari (2008-2009, 2024-heden)
- Het Klokhuis
- Radio Bergeijk (in beeld)
- Missie Aarde - als Axel, boordpsycholoog (2015-2016)
- Nerd TV
- Voetbalvrouwen
- Welkom in de Gouden Eeuw
- Welkom bij de Romeinen
- Welkom in de IJzeren Eeuw
- Welkom in de jaren 60
- Welkom in de jaren 20 en 30
- Chantals Pyjama Party - gast
- Drag Race Holland - als jurylid (seizoen 2, aflevering 5)
- Reclame LIDL - Als flatbewoner (opvolger Thomas Acda)